# Mangareva

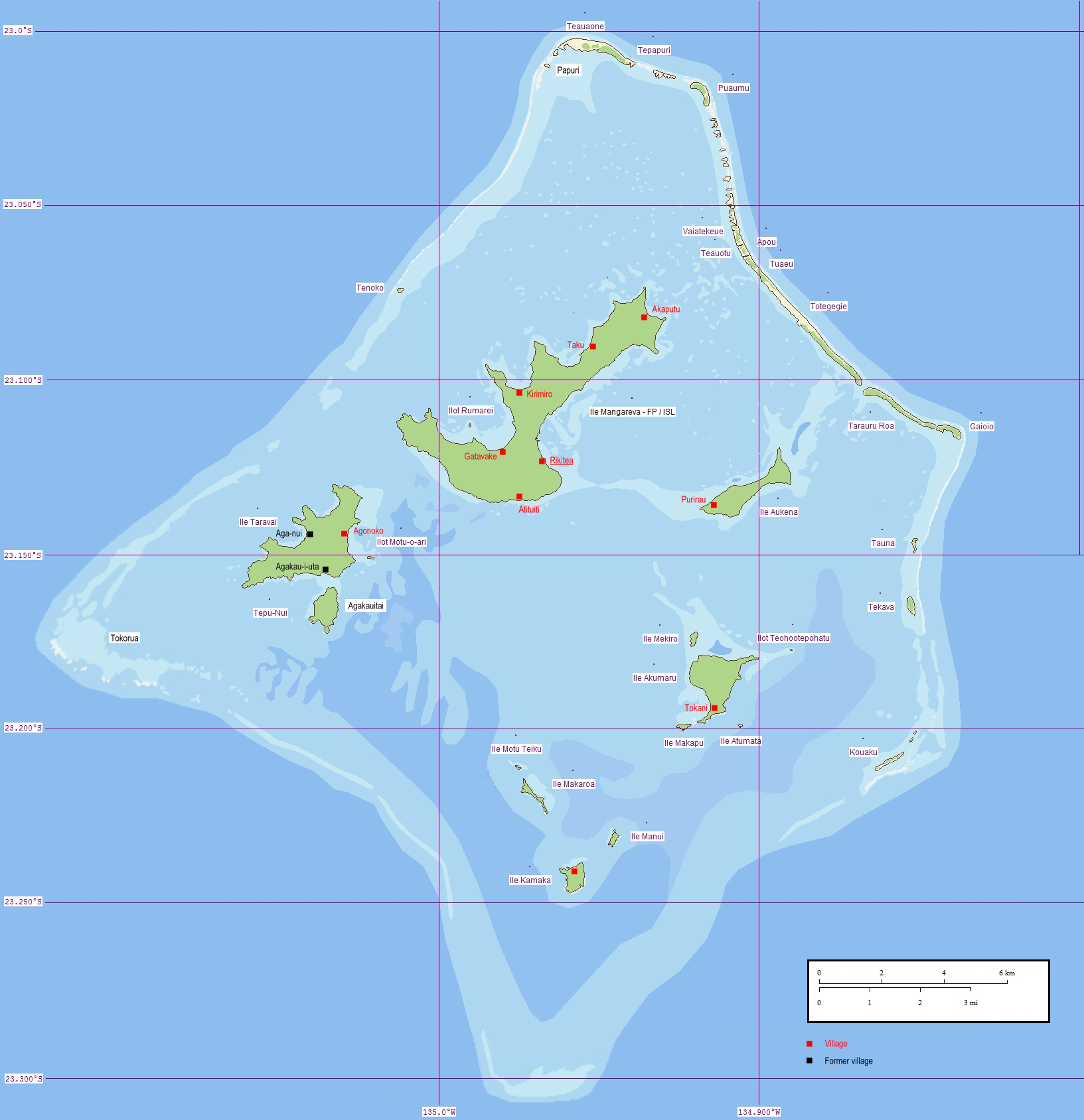
Översiktskarta

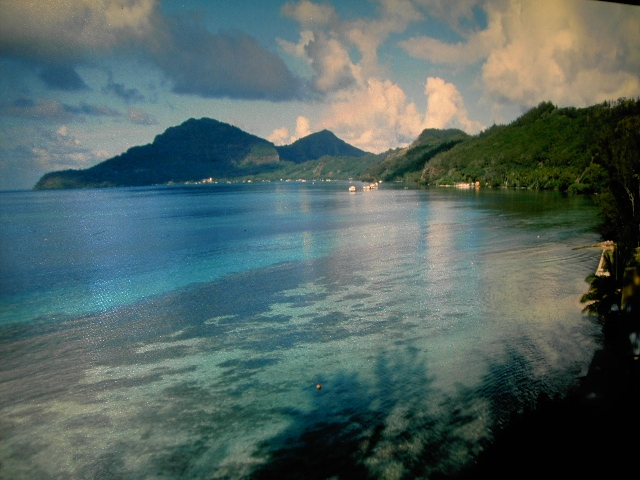
Mangareva

Mangareva (franska île Mangareva) är en ö i Franska Polynesien i Stilla havet.

## Geografi
Mangareva är huvudön i ögruppen Gambieröarna och ligger ca 1 400km sydöst om Tahiti. Ön har en area om ca 15,4 km² och ca 900 invånare, huvudorten heter Rikitea med ca 500 invånare. Högsta höjden är den utslocknade vulkanen Mont Duff med ca 440 m ö.h. och ön omges av ett rev med ytterligare en rad motus (småöar): Angakauitai, Akamaru, Aukena, Marutea, Taravai, Temoe och Totogegie i lagunen innanför.

## Historia
Mangareva beboddes troligen av polynesier redan på 900-talet. Den första europé som besökte ön var upptäcktsresanden James Wilson år 1797. Från ön går fartyg till Pitcairn-öarna 30 timmar bort.
1834 blev ön bas för den första katolska missionen i området. 1843 blev Mangareva en fransk koloni och 1903 införlivades ön tillsammans med övriga öar inom Gambiergruppen i det nyskapade Établissements Français de l'Océanie (Franska Oceanien).